# Jerzy Tadeusz Wróbel

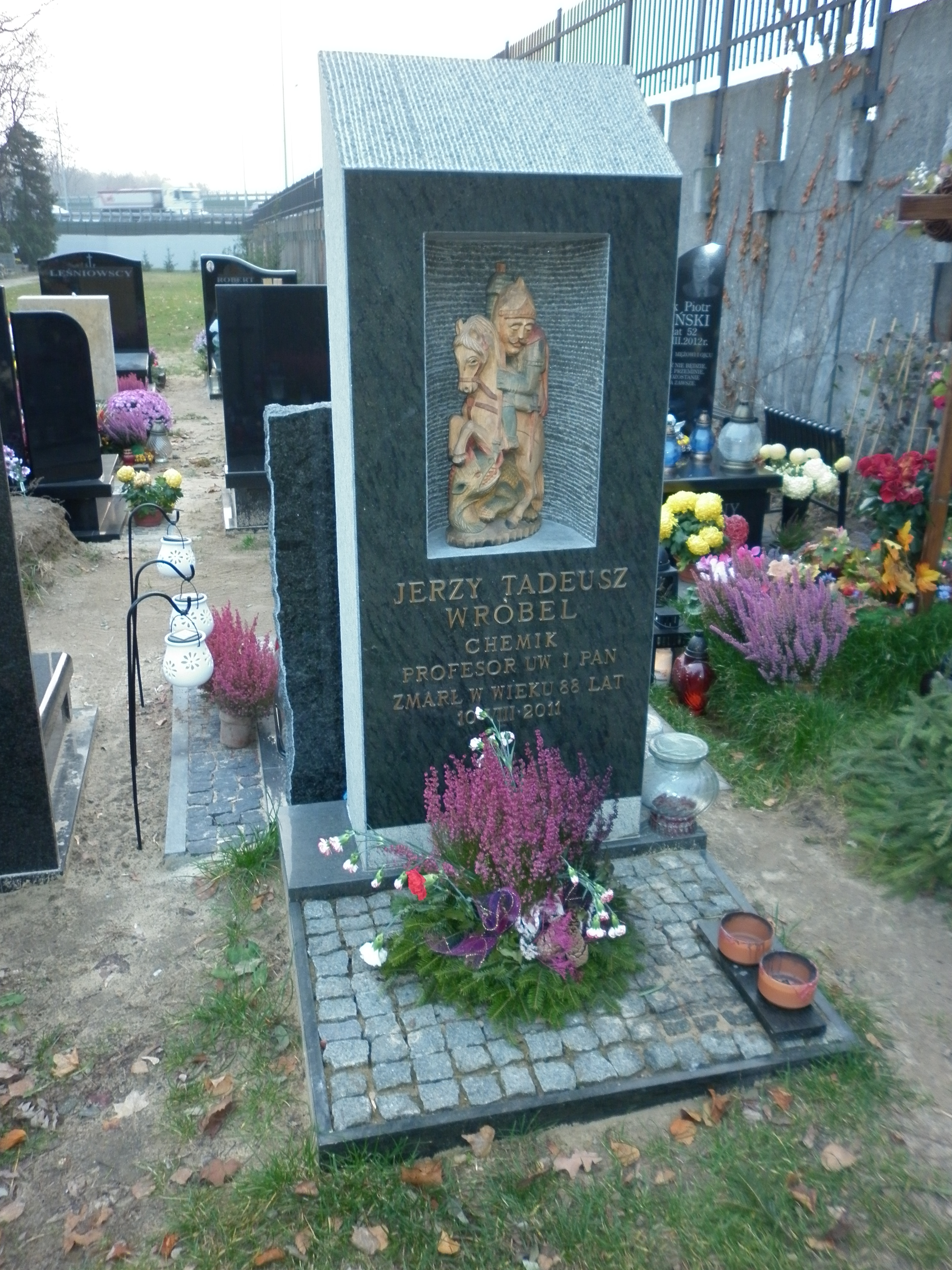
Grób Jerzego Wróbla na cmentarzu Wojskowym na Powązkach

Jerzy Tadeusz Wróbel (ur. 29 kwietnia 1923 w Warszawie, zm. 10 sierpnia 2011 tamże) – polski chemik, profesor nauk chemicznych o specjalności alkaloidy, chemia organiczna, chemia połączeń naturalnych, związki heterocykliczne, członek rzeczywisty Polskiej Akademii Nauk.

## Życiorys
Urodził się w inteligenckiej rodzinie Antoniego i Zofii z domu Kruś. Ukończył szkołę podstawową, a następnie Gimnazjum im. Tadeusza Reytana w Warszawie, w 1941 uzyskał w nim maturę na tajnych kompletach. Od roku 1942 studiował na tajnym Wydziale Chemicznym Politechniki Warszawskiej. W czasie powstania warszawskiego był więziony w koszarach SS przy ul. Rakowieckiej. Ze względu na ciężką chorobę we wrześniu 1944 został zwolniony i przeniesiony do szpitala w Milanówku. Od listopada 1944 do wyzwolenia przebywał w Poroninie. 
Od 1945 w Łodzi podjął studia chemiczne, najpierw na Uniwersytecie, a potem na Politechnice. Studia ukończył w kwietniu 1949 otrzymując tytuł magistra inżyniera chemika. Od września 1946 pracował w Katedrze Chemii Organicznej Politechniki Łódzkiej początkowo jako asystent (do 1951), później na stanowisku adiunkta (1951–1953). W maju 1953 został służbowo przeniesiony do Warszawy i rozpoczął pracę w Katedrze Chemii Organicznej na Wydziale Matematyki, Fizyki i Chemii Uniwersytetu Warszawskiego. W 1957 uzyskał stopień doktora, a w 1960 na podstawie pracy „Struktura i przeobrażenia chemiczne niektórych alkaloidów indolowych” habilitację. W 1968 nadano mu tytuł profesora nadzwyczajnego, a w 1975 został profesorem zwyczajnym. Był członkiem PZPR. W latach 1965–1969 był prodziekanem Wydziału Chemii UW i dziekanem w latach 1969–1972.  Od 1968 do 1972 był dyrektorem Instytutu Podstawowych Problemów Chemii UW. Od 1973 członek korespondent, od 1980 członek rzeczywisty Polskiej Akademii Nauk. Wcześniej pracował na Politechnice Łódzkiej i w jednostkach Polskiej Akademii Nauk oraz był radcą w Ministerstwie Szkolnictwa Wyższego. W latach 1984–1989 pełnił funkcję przewodniczącego Komitetu Nauk Chemicznych PAN.
Należał także do Polskiego Towarzystwa Chemicznego, Związku Nauczycielstwa Polskiego, Polskiej Partii Robotniczej oraz do Polskiej Zjednoczonej Partii Robotniczej (od 1948).
Zmarł w Warszawie, pochowany na cmentarzu Powązki Wojskowe w Warszawie (kwatera D24-5-5).

## Ordery i odznaczenia
- Krzyż Oficerski Orderu Odrodzenia Polski (1984)[3]
- Krzyż Kawalerski Orderu Odrodzenia Polski (1973)[3]
- Medal 10-lecia Polski Ludowej (19 stycznia 1955)[7]